# Dior Fall Sow
Elisabeth Dior Fall Sow é uma jurista do Senegal. Ela foi a primeira promotora no Senegal, nomeada no Tribunal de Primeira Instância de Saint-Louis em 1976. Ela é presidente honorária da Associação de Mulheres Juristas.

## Vida
Em 1976, Dior Fall Sow foi nomeada Promotora Pública em Saint-Louis, tornando-a primeira promotora feminina do Senegal. Foi Diretora Nacional de Supervisão Educacional e Proteção Social, Diretora de Assuntos Jurídicos da Sonatel-Orange, Assessora Jurídica do Tribunal Penal Internacional de Ruanda, Procuradora Geral do Tribunal de Apelações do Tribunal de Justiça Criminal de Ruanda e Consultora para o Tribunal Penal Internacional .
Depois de fazer um estudo financiado pela UNICEF para harmonizar a lei senegalesa de acordo com as convenções da ONU, Dior Fall Sow chefiou uma equipe que redigiu em 1999  a lei senegalesa que proíbe a mutilação genital feminina.
De 2001 a 2005, ela foi membro do Comitê Africano de Peritos sobre os Direitos e Bem-Estar da Criança.
Em 2015, foi nomeada Presidente de Honra  da Rede de Jornalistas em Gênero e Direitos Humanos. Ela se aposentou em 2017.

## Trabalhos
- 'The Rights of Children in the African Judicial System', em E. Verhellen (ed. ) Understanding Children's Rights, Universidade de Ghent, 1996.